# Conus peasei
Conus peasei é uma espécie de gastrópode do gênero Conus, pertencente à família Conidae.